# Jan Peeters

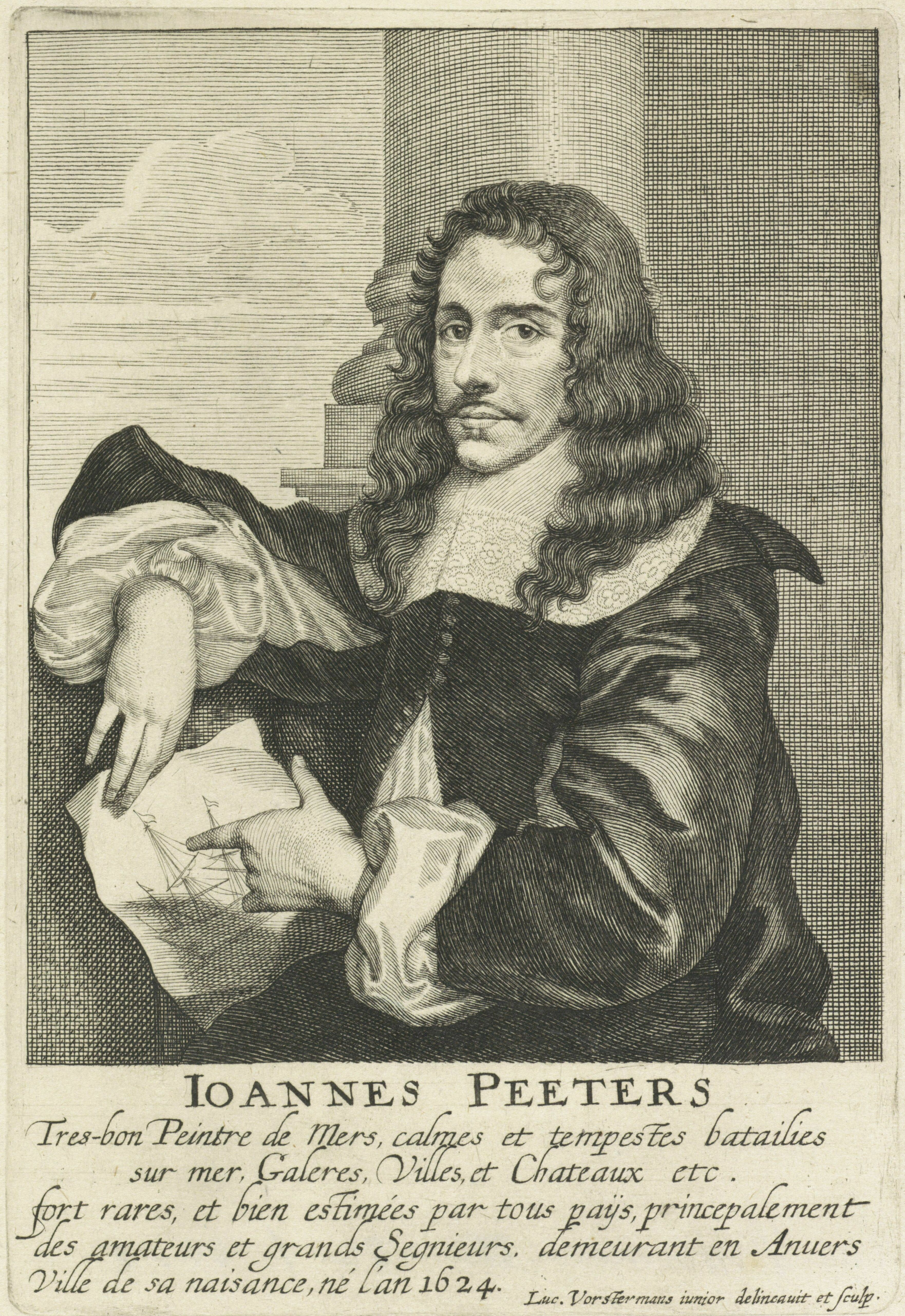
Lucas Vorsterman II, retrato de Jan Peeters para el Het Gulden Cabinet de Cornelis de Bie.

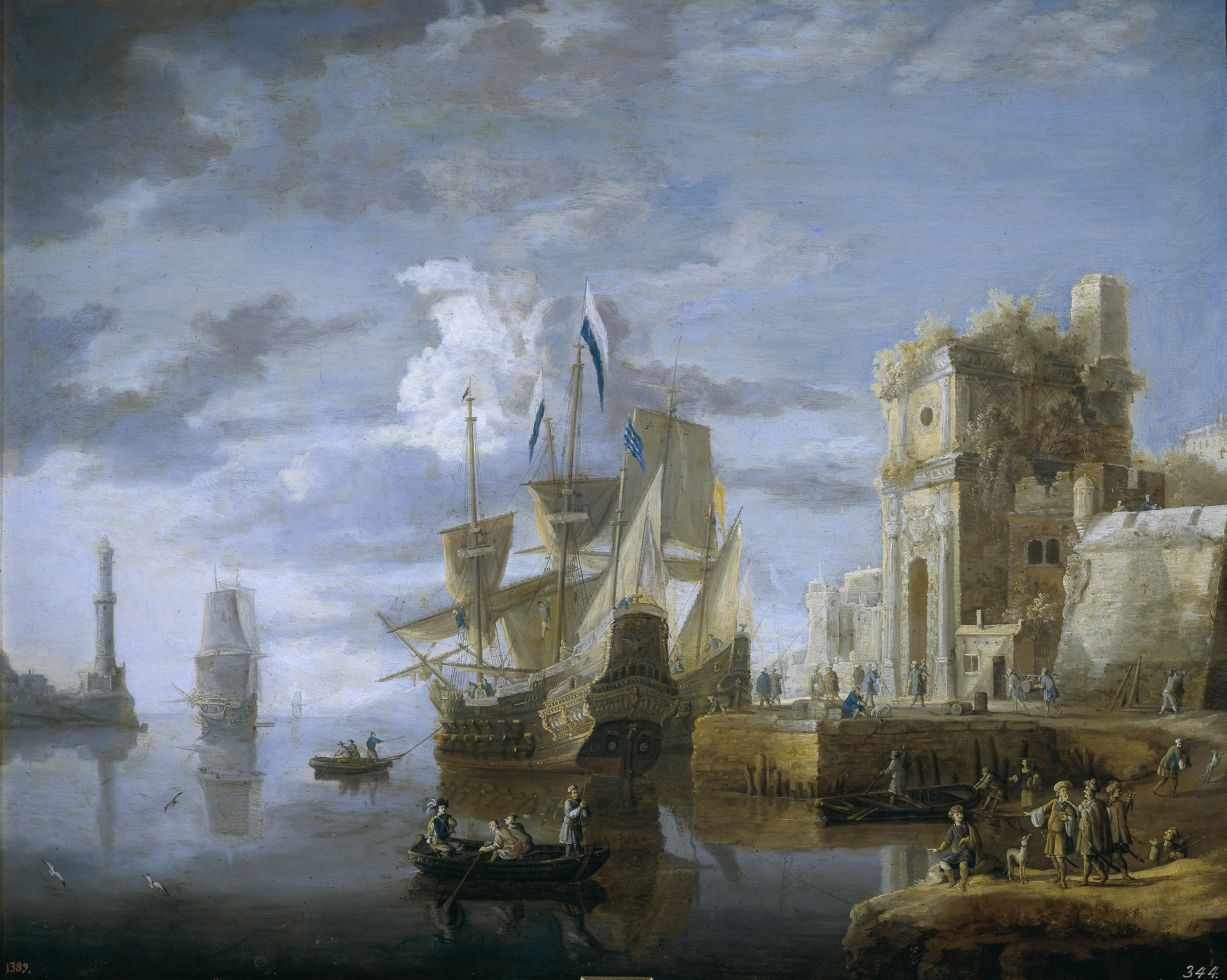
Un puerto de mar, óleo sobre cobre, 70 x 86 cm, Madrid, Museo del Prado.

Jan Peeters (Amberes, bautizado el 24 de abril de 1624-12 de junio de 1678) fue un pintor barroco flamenco, miembro de una extensa familia de artistas.
Bautizado en Amberes el 24 de abril de 1624, Jan Peeters, llamado I, fue hermano menor y discípulo de Gilis Peeters (1612-1653) y de Bonaventura Peeters (1614-1652). Como este último se especializó en la pintura de marinas y puertos imaginarios con arquitecturas fantásticas de remoto gusto clásico y una atmósfera clara, evocadora del ambiente mediterráneo al modo de los paisajes italianizantes puestos de moda hacia mediados del siglo.
Inscrito como aprendiz en el gremio de Amberes en el periodo 1641-1642, y como maestro en 1645, se estableció a continuación en Hoboken, un distrito de Amberes al Norte de Flandes, e inició un viaje por Francia e Italia que le condujo a visitar Libia, El Cairo y Jerusalén, recorrido del que quedan algunos dibujos de carácter casi topográfico, como la vista del Monte de los Olivos desde Jerusalén de la National Gallery of Scotland. En 1654 reaparece en Amberes, inscrito de nuevo en el gremio de San Lucas, en el que en 1656-1657 se registró como discípulo suyo Adriaen van Bloemen, y allí permaneció ya hasta su muerte, el 12 de junio de 1678.
De algunos de sus dibujos y vistas de tierras exóticas, a menudo imaginadas, abrieron grabados Lucas Vorsterman II (1624-1666) y Gaspar Bouttats (1648-1695/96), entre otros.